# Tyszyca
Tyszyca (ukr. Тишиця) – wieś na Ukrainie, w rejonie kamioneckim obwodu lwowskiego. Wieś liczy około 300 mieszkańców.
W II Rzeczypospolitej do 1934 samodzielna gmina jednostkowa w powiecie sokalskim w woj. lwowskim. 30 kwietnia 1934 roku została przyłączona do powiatu kamioneckiego w woj. tarnopolskim. Trzy miesiące później gmina została zniesiona (1 sierpnia 1934), a Tyszyca weszła w skład nowej zbiorowej gminy Dobrotwór
Po wojnie wieś weszła w struktury administracyjne Związku Radzieckiego.